# Xanthia unicolor
Xanthia unicolor är en fjärilsart som beskrevs av Tutt 1892. Xanthia unicolor ingår i släktet Xanthia och familjen nattflyn. Inga underarter finns listade i Catalogue of Life.